# Uncopherusa bifida
Uncopherusa bifida är en ringmaskart som beskrevs av Fauchald och Hancock 1984. Uncopherusa bifida ingår i släktet Uncopherusa och familjen Uncispionidae. Inga underarter finns listade i Catalogue of Life.